# Cademario
Cademario (lombardisch Camvè, Canvé [kanˈvɛː, kanˈveː]) ist eine politische Gemeinde im Schweizer Kanton Tessin. Er gehört zum Kreis Agno beziehungsweise zum Bezirk Lugano.

## Geographie
Cademario liegt im oberen Malcantone auf der westlichen Seite des Vedeggiotals. Der höchste Punkt liegt auf einer Höhe von 974 Metern bei der Alpe Agra, der tiefste Punkt auf 374 Metern oberhalb Bioggio. Rund 16 Prozent der Landfläche Cademarios werden landwirtschaftlich genutzt, knapp 80 Prozent sind bewaldet. Das Klima ist aufgrund der besonnten und windgeschützten Lage mild, fast mediterran.
Die Nachbargemeinden sind im Norden Alto Malcantone, im Osten und Süden Bioggio und im Westen Aranno.

## Geschichte
Das Gebiet um Cademario war bereits während der Eisenzeit besiedelt, wie ein 1939–1940 in Forcora zwischen Cademario und Aranno ausgegrabenes Gräberfeld mit Brandbestattungen beweist. 1163 wird das Dorf erstmals als Cademerio und 1185 als Cadelmario erwähnt, 1190 als Cadelmario Superiori, um es von Cadelmario Inferiore zu unterscheiden, dem heutigen Bosco Luganese, das sich 1783 abtrennte. Zu Cademario gehören die Weiler Renera und Bogno. Früher gehörte auch das Dorf Bioggio im Tal zur Gemeinde. Um 1000 besass der Bischof von Como in Cademario Güter und Rechte, die später zumindest teilweise an die Benediktinerabtei Sant’Abbondio in Como übergingen, deren Abt in Cademario ein Haus besass. Cademario musste in der ersten Hälfte des 15. Jahrhunderts dem Herzog von Mailand 44 Soldaten stellen.
Die Herkunft des Ortsnamens ist unsicher. Vielleicht liegt lombardisch canavaa, canavee ‘Hanffeld’ (von vulgärlateinisch *canaparia) zugrunde, vielleicht lombardisch canva ‘(Wein-)Keller’ (von spätlateinisch cānaba), erweitert um das Suffix -ārius.
Cademario bildet nach wie vor eine eigenständige Bürgergemeinde.

## Bevölkerungsentwicklung
Einwohnerzahlen: Volkszählungsdaten

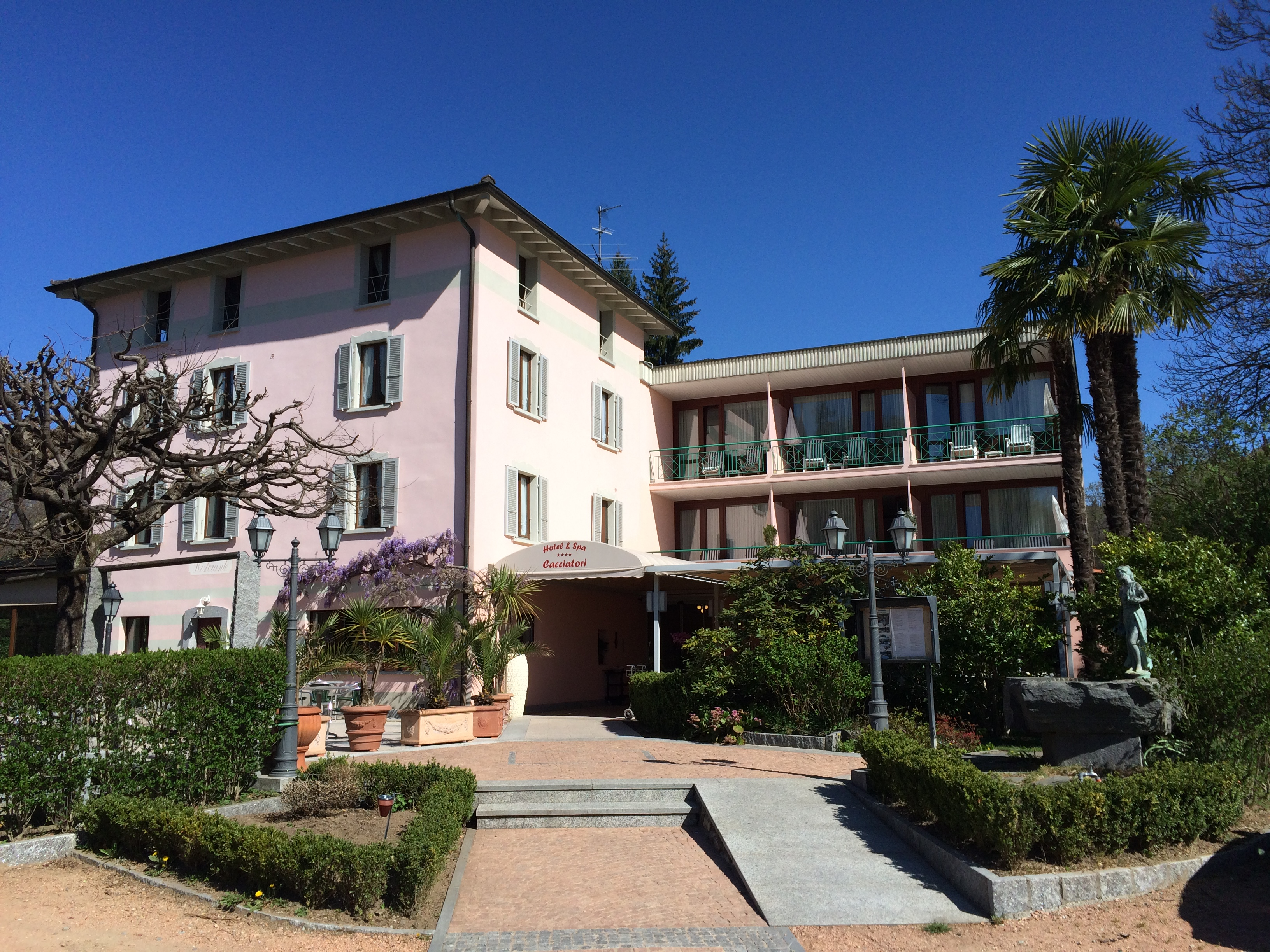
Albergo Grotto Cacciatori
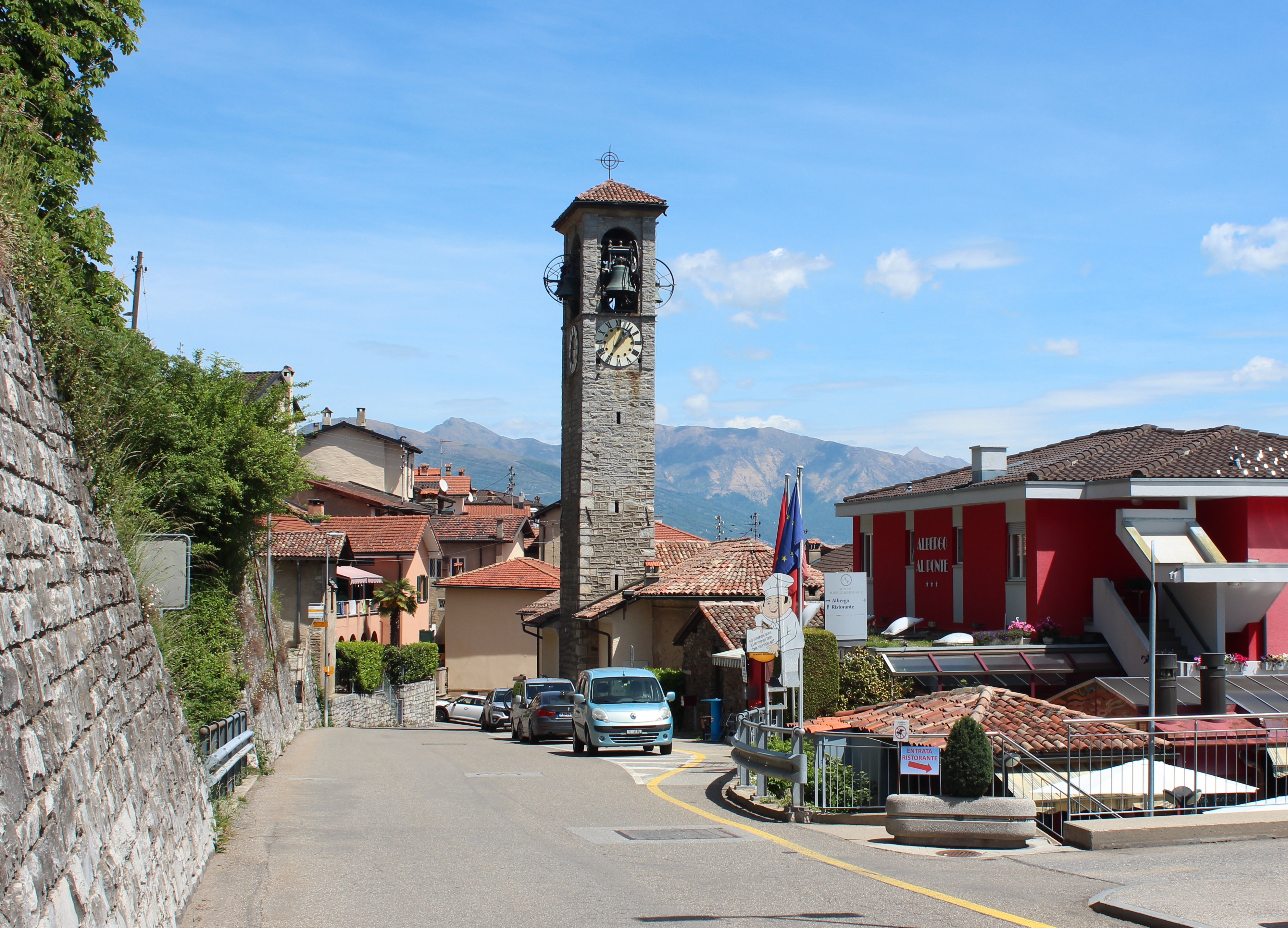
Beim Albergo «Al Ponte»
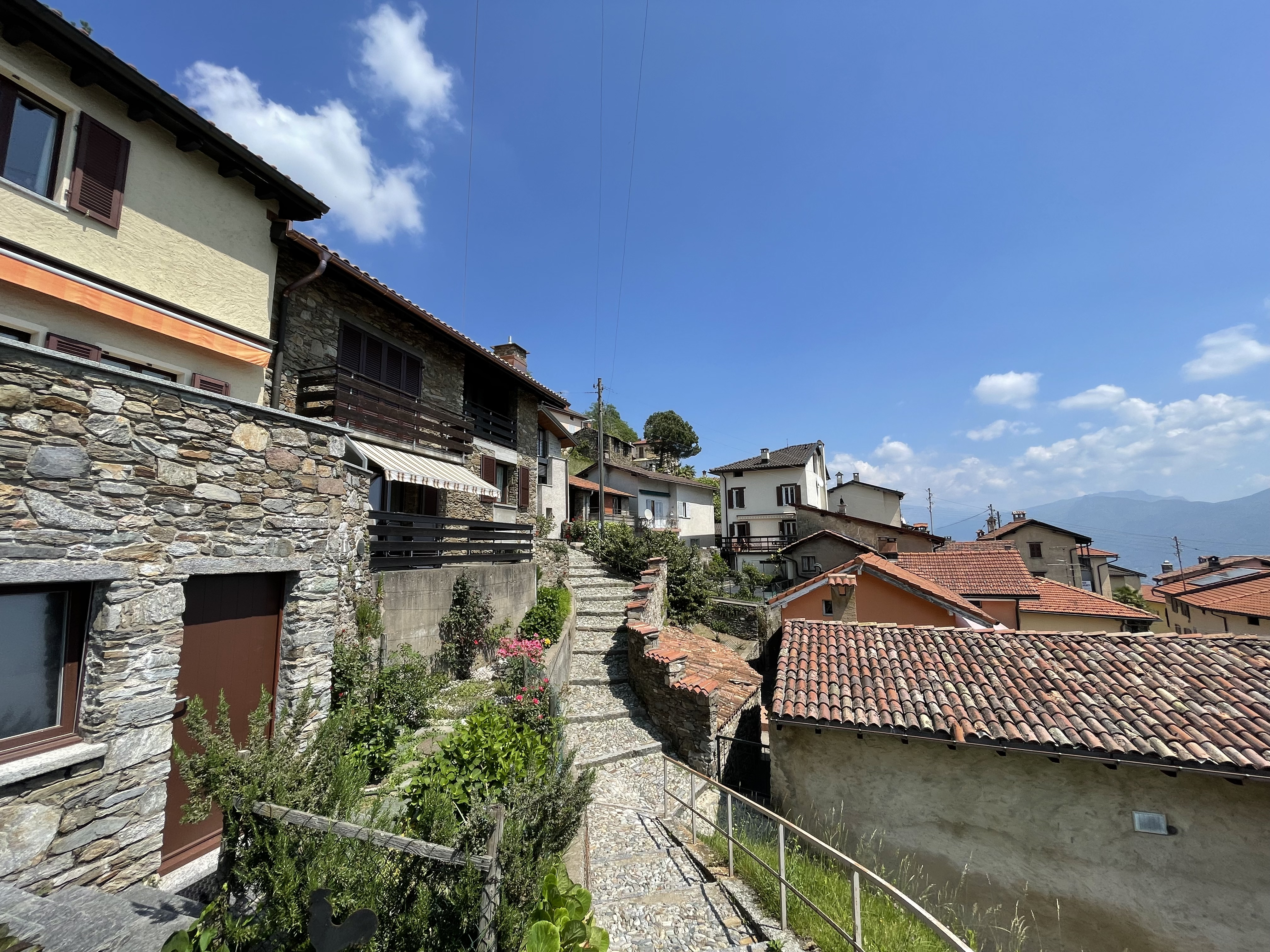
Im Dorf

## Wirtschaft

Luftbild von Werner Friedli (1948)

Schon seit Jahrhunderten werden die Hänge vom Dorf bis nach Bioggio hinunter mit Reben bebaut. Die Rebberge bedeckten 1990 noch eine Fläche von 600 Aren und trugen 22'000 Rebstöcke. Manche Rebberge mussten in den letzten Jahrzehnten den zahlreichen Zweitwohnsitzen weichen, die sich heute weit den Hang hinunterziehen. Von der einst bewirtschafteten Alpe Agra im Wald oberhalb des Dorfes ist nur der Name geblieben, alle Gebäude sind verschwunden. Cademario war wegen der einzigartigen und von Nordwind geschützten Aussichtslage, des milden Klimas und der ganztägigen Besonnung in den 1910er-Jahren eines der ersten Dörfer des Luganese, das für den Tourismus entdeckt wurde.

## Sehenswürdigkeiten
- Alte Pfarrkirche Sankt Ambrosius (Sant’Ambrogio vecchio) und Friedhof: Die romanische Kirche stammt aus dem 11. Jahrhundert und wurde wahrscheinlich auf den Grundmauern einer älteren Kirche im 13. Jahrhundert erbaut. Im 14. Jahrhundert wurde sie mit einem Seitenschiff ergänzt und mit Fresken ausgeschmückt, von denen sich Reste erhalten haben. Im 17. Jahrhundert wurde die Kirche ein weiteres Mal erweitert. Ihre Achse wurde dabei nach Norden gedreht, ein rechteckiger Chor wurde angebaut sowie das Bodenniveau angehoben. Das letzte Mal renoviert wurde die Kirche 2004. Sie ist im Kulturgüterschutz-Inventar der Schweiz gelistet[10][11][12] und Friedhof.
- Die Nekropole von Cademario ist im Kulturgüterschutz-Inventar der Schweiz gelistet[10][13]
- Schalenstein im Ortsteil Quadrella (800 m ü. M.)[14]
- Pfarrkirche Sant’Ambrogio (ehemalige Santa Maria del Popolo)[10] Sie entstand im frühen 17. Jahrhundert, später wurde sie vergrössert und 1833 neu geweiht.

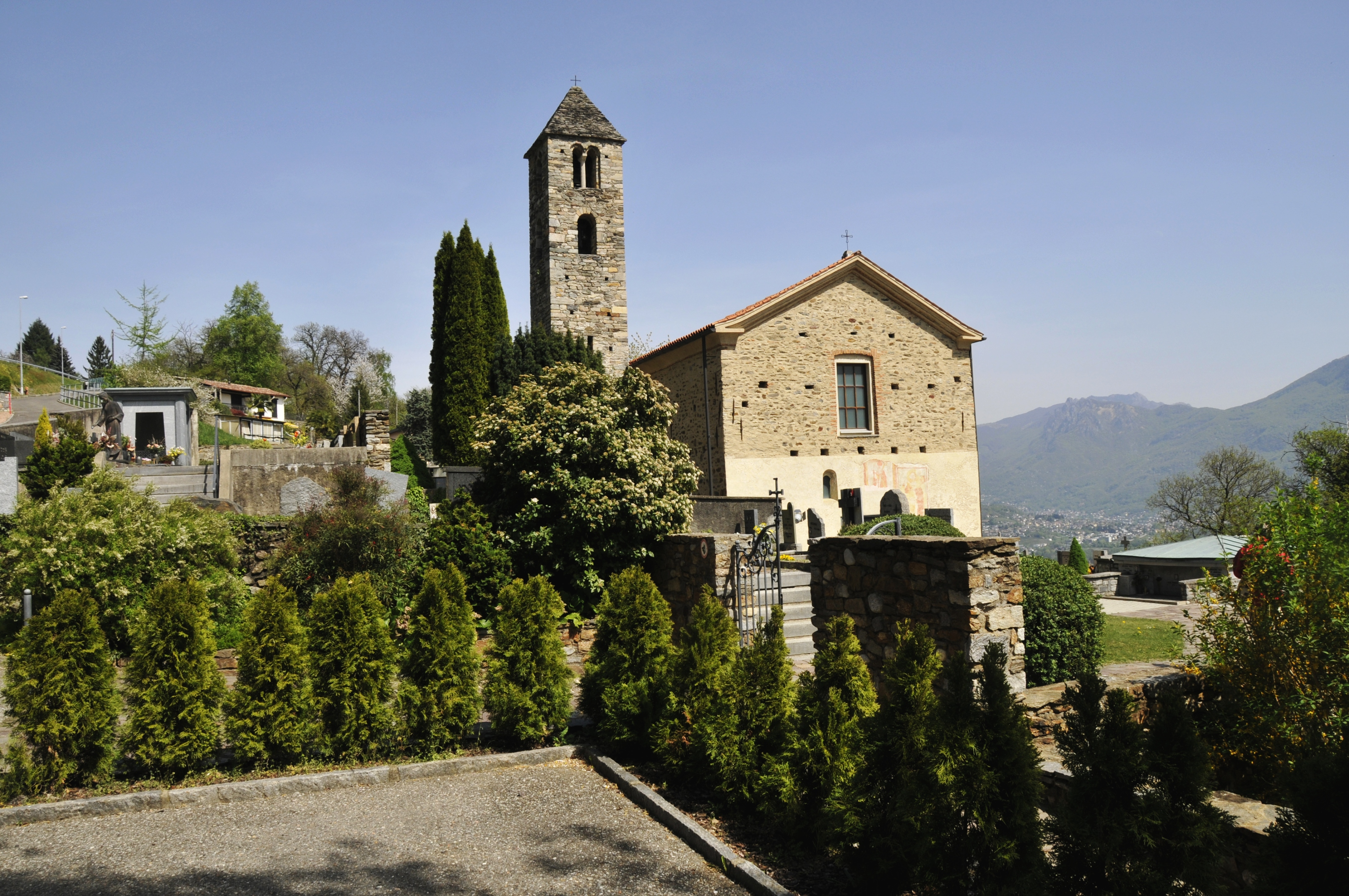
Kirche Sant’Ambrogio vecchio
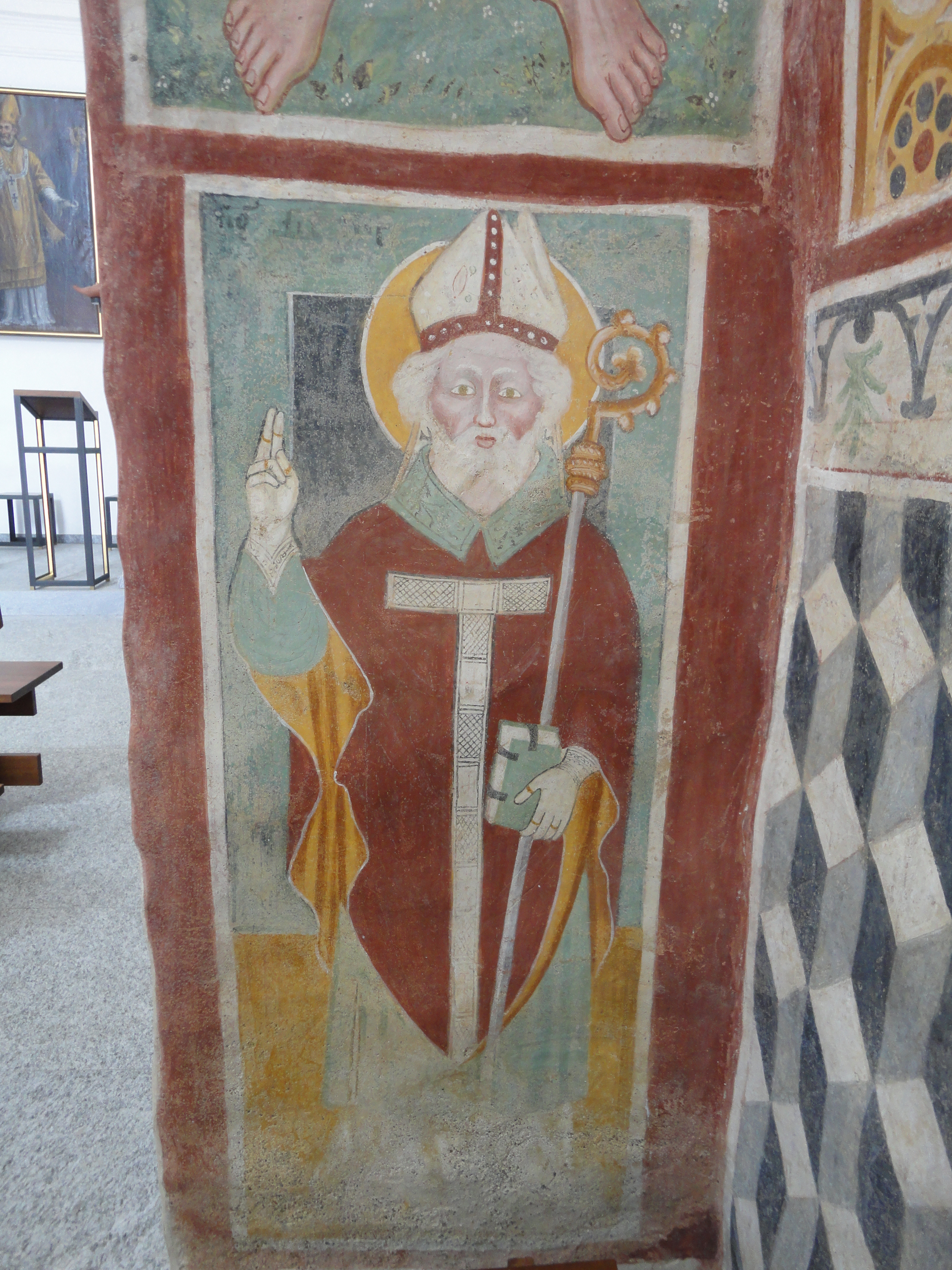
Sant’Ambrogio
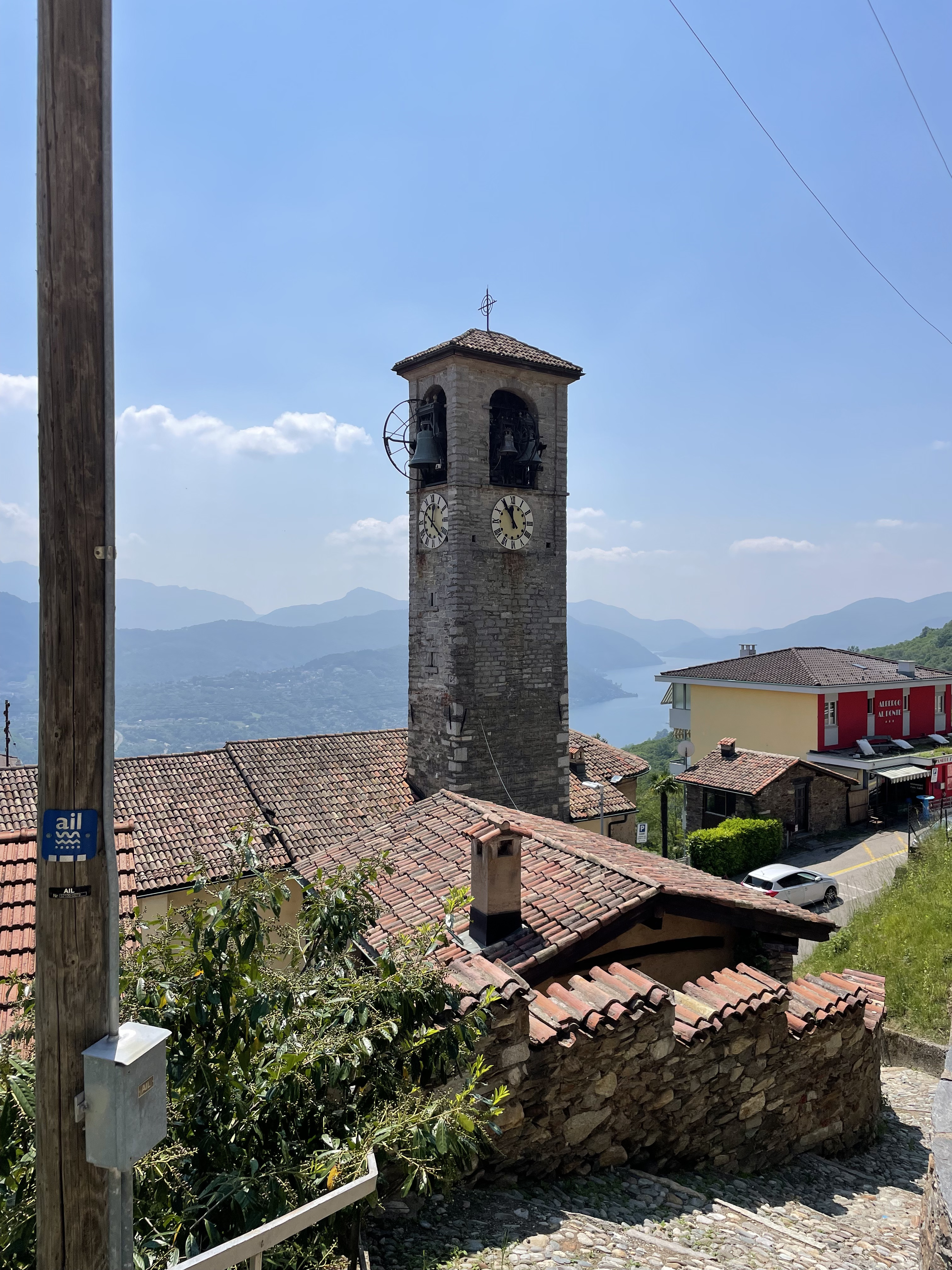
Pfarrkirche Sant’Ambrogio
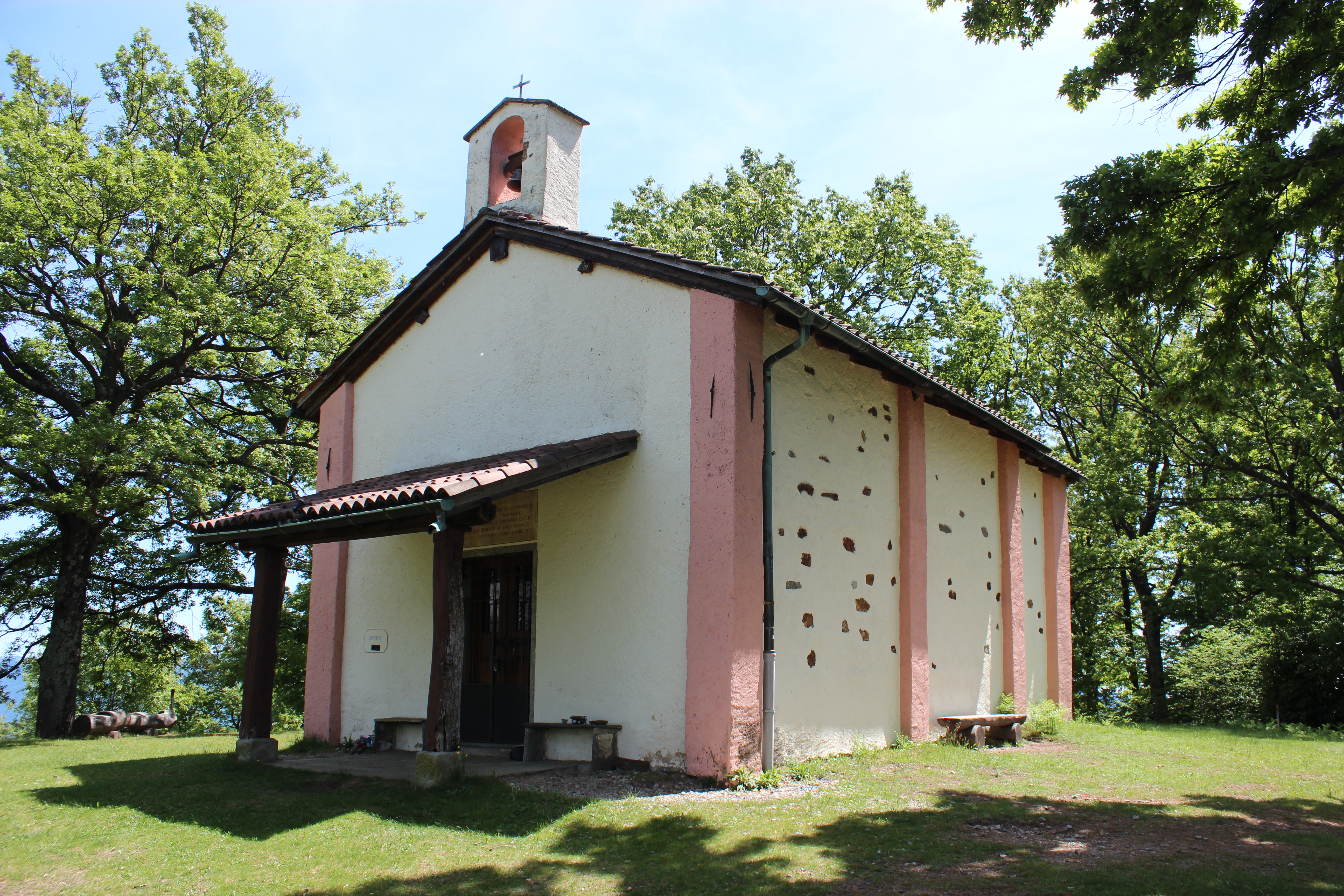
Kapelle San Bernardo

## Kurhaus
1914 errichtete der Naturheilarzt Adolf Keller nach Plänen der Architekten Arnoldo Ziegler und Achille Galli auf einer Höhe von 850 m ü. M. inmitten eines 10'000 m² grossen Parks hoch oberhalb des Dorfes das Kurhaus Cademario, das damals höchstgelegene Kurhaus des Kantons.  Keller setzte auf die Methoden des Naturheilers Arnold Rikli (1823–1906). Fleisch und Alkohol waren untersagt, dafür gab es vegetarische Diätkost, Kräutertee und Sonnenbäder, streng nach Geschlechtern getrennte Frischluft-Gymnastik und Barfuss-Spaziergänge zu allen Jahres- und Tageszeiten sowie Bäder im ungeheizten Freiluft-Schwimmbad, dem ersten des Kantons.
Zum Kurhaus gehörte eine von Keller angelegte Parkanlage mit der bedeutendsten Kakteensammlung des Kantons Tessin. 1917 wurde das Kurhaus zusammen mit dem Kurhaus Monte Bré zur Kuranstalten A. G. vereinigt. Die ärztliche Leitung hatte Keller, die wirtschaftliche Max Pfenning. In den Jahren 1924/25 wurde das Kurhaus durch den Anbau des Westflügels erweitert. Keller betrieb das Kurhaus bis zu seinem Tod 1969. Noch zwei Generationen wurde das Haus von der Familie Keller geleitet. In den 1980er- und 1990er-Jahren wurde ein modernes, der Öffentlichkeit zugängliches Wellnesszentrum gebaut. 2006 kam es in den Besitz der Hotelgruppe Tessal SA. Für gut 30 Millionen Franken wurde es während vier Jahren zu einem luxuriösen Wellness-Hotel umgebaut. Die Gebäudehülle ist nach wie vor denkmalgeschützt. 
Der untere Teil der terrassenartig oberhalb des Kurhauses von Keller angelegten Gartenanlage mit Blumen und Kräutern musste Rasenflächen weichen. Der Zugang zur Aussichtsterrasse im obersten Teil ist von Gebüsch überwuchert, die Gewächshäuser mit Kellers Kakteensammlung werden nicht mehr gepflegt und zerfallen.

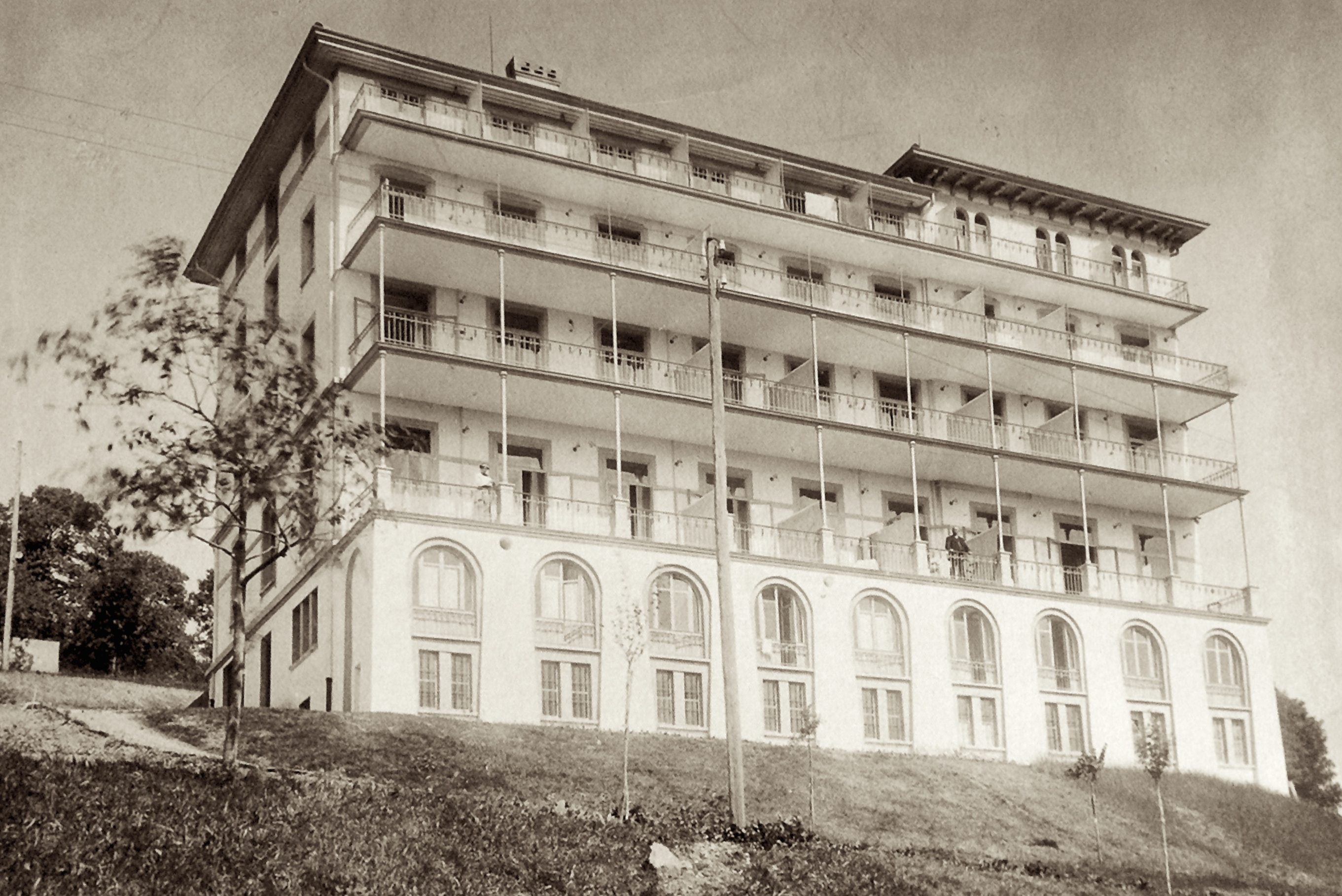
Kurz nach der Fertigstellung
Aufnahme von Werner Friedli 1948
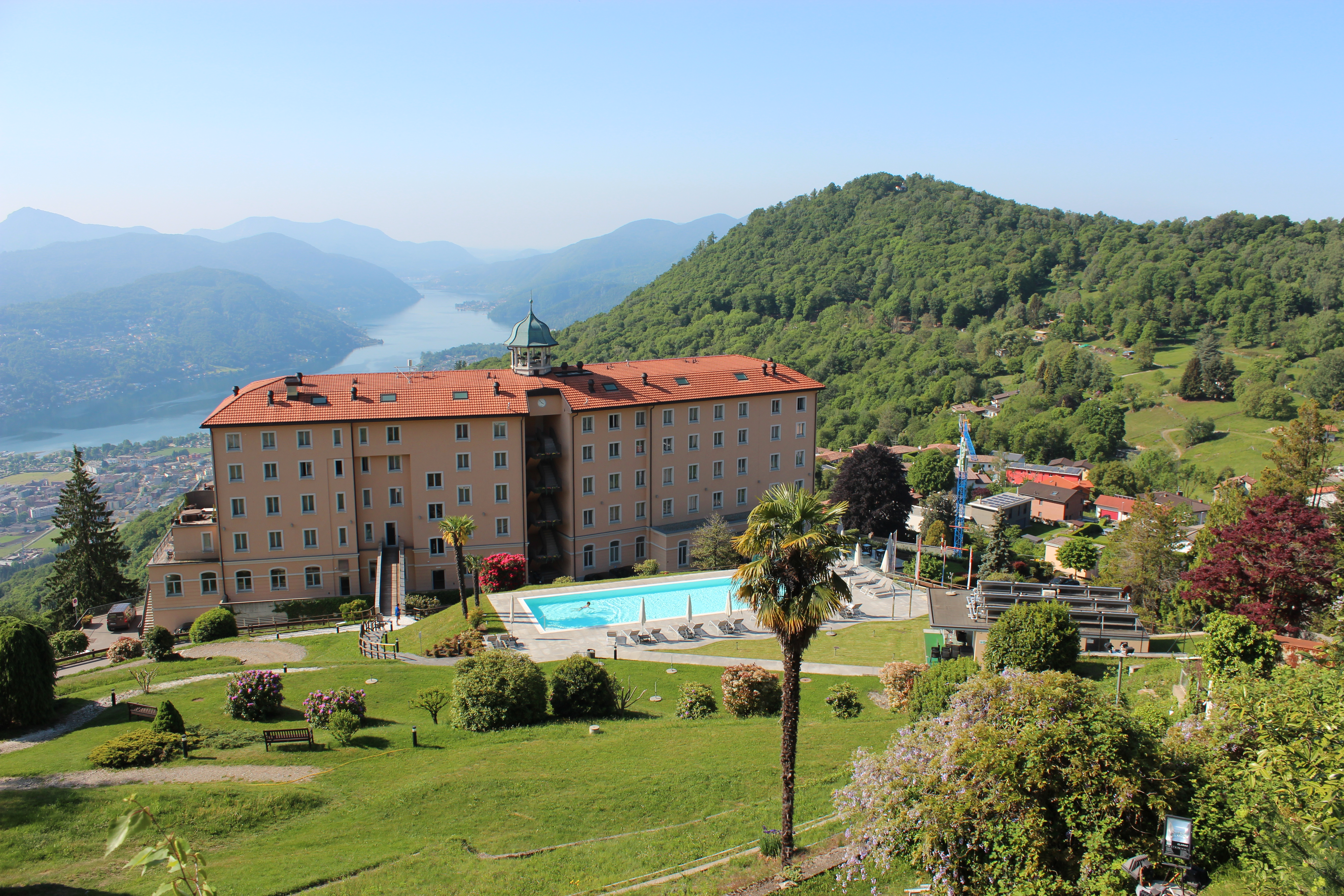
Nordseite
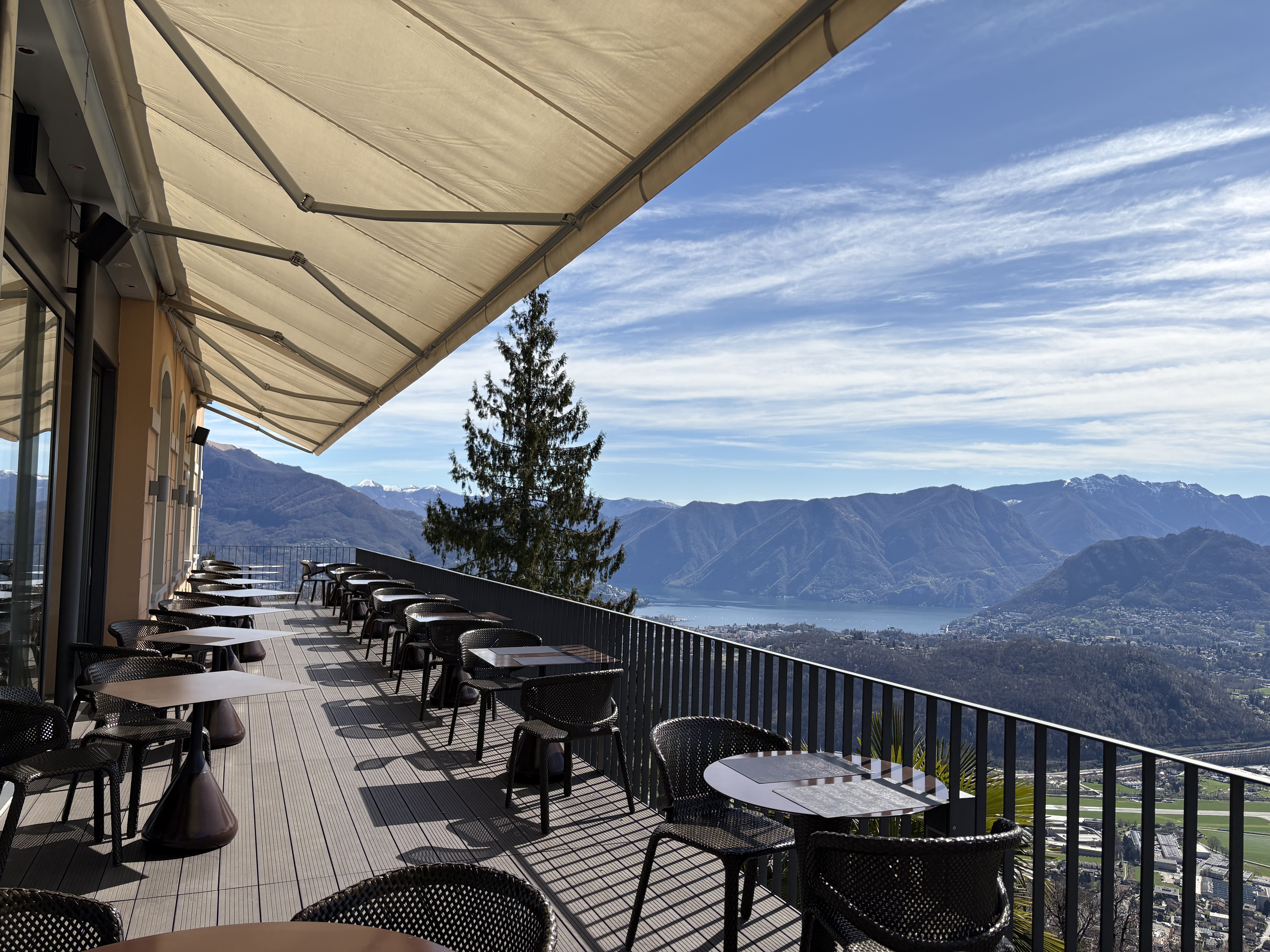
Auf der Terrasse

## Naturreservat Alpe Agra
Das Naturreservat auf der Alpe Agra liegt oberhalb des Dorfes auf einer als Weide genutzten Lichtung auf einer Höhe von 935 m ü. M. Die Landwirtschaftszone wird von gemischtem Laubwald eingerahmt, der vor allem aus Birken und Eichen besteht. Das Reservat ist als Schutzzone im Bundesinventar der Amphibienlaichgebiete von nationaler Bedeutung eingetragen. Das Biotop besteht aus zwei Weihern, die sich bei ausgiebigen Niederschlägen verbinden sowie aus einem separaten, kleineren Teich.
Da es in der Nähe keine anderen permanent bestehende Weiher gibt, erfüllen die Weiher auf der Alpe Agra eine wichtige Funktion für die Amphibien der gesamten Region. Das Biotop ist auch Fortpflanzungsstätte zahlreicher Libellen- und Wasserinsekten-Arten und ein Jagdgebiet für einige Reptilienarten, Vögel und Fledermäuse.

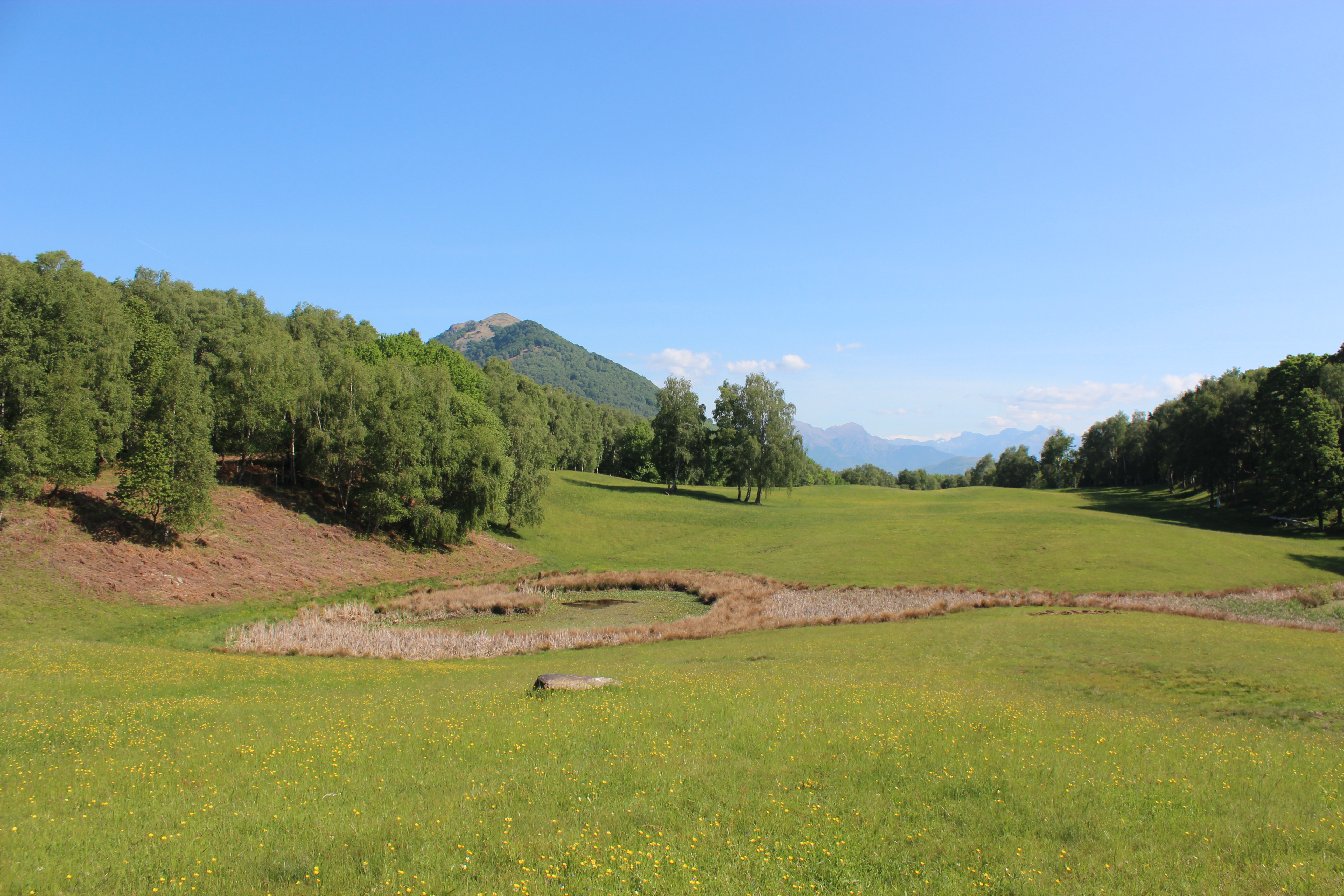
Blick …
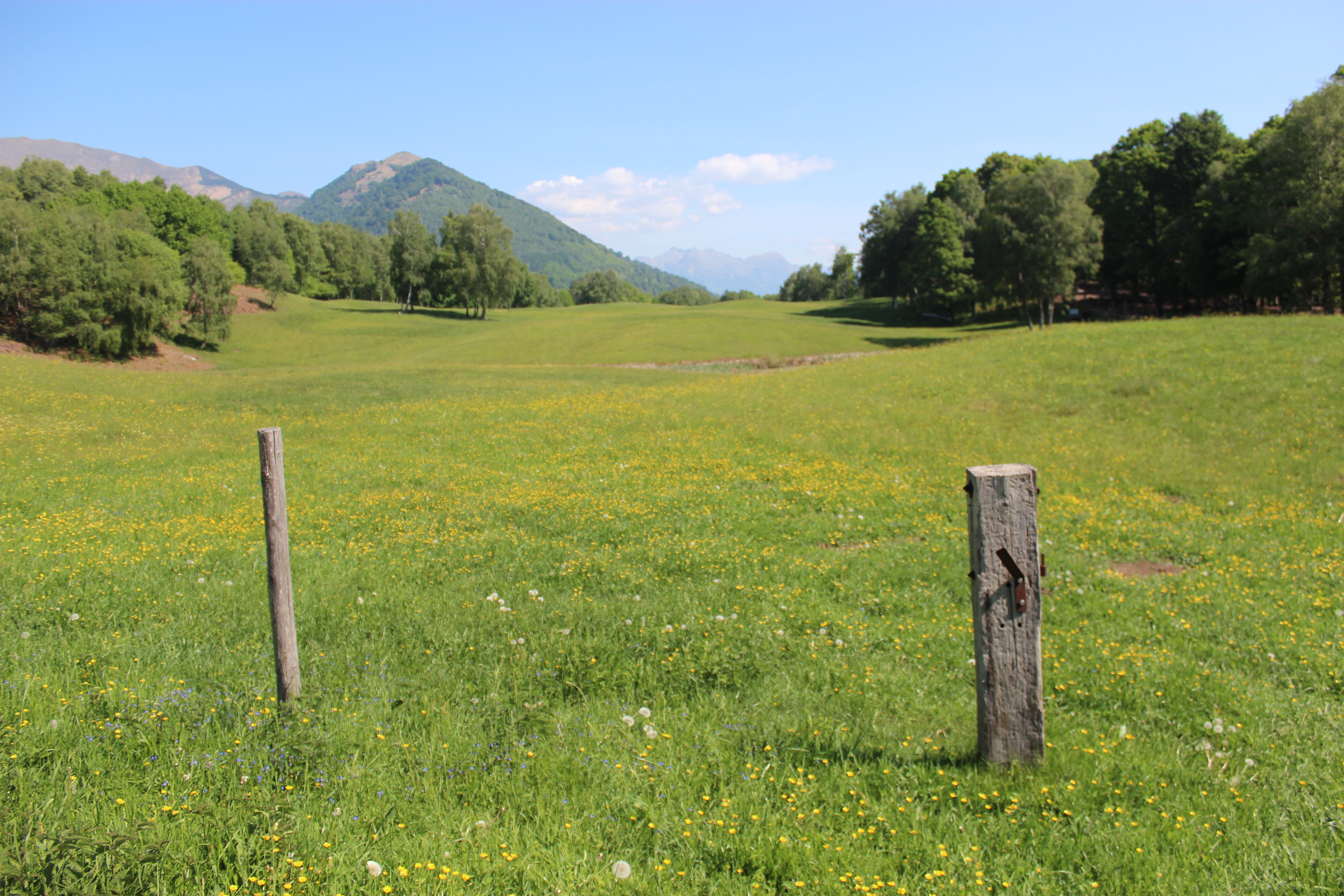
… nach Norden …
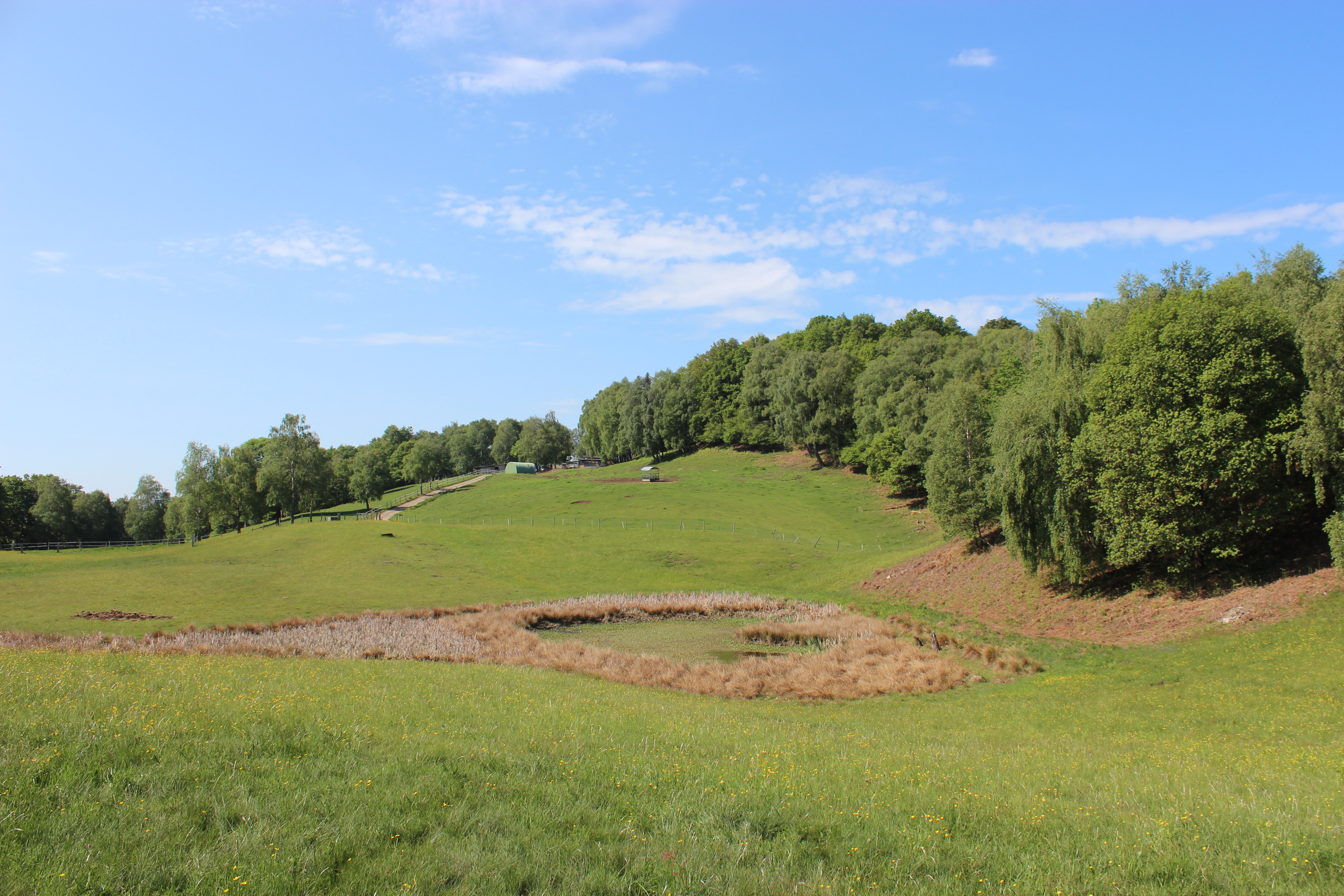
… und Süden

## Sport
Die Associazione Sportiva Cademario (Abk. AS Cademario, Cademario oder im Dialekt "Canvée") ist ein im Jahre 1925 gegründeter Fussballverein. Cademario wurde in den Saisons 1944/45, 1945/46, 1953/54, 1954/55 und 1958/59 fünf Mal Meister der ehemaligen Malcantonesischen Liga.

## Persönlichkeiten

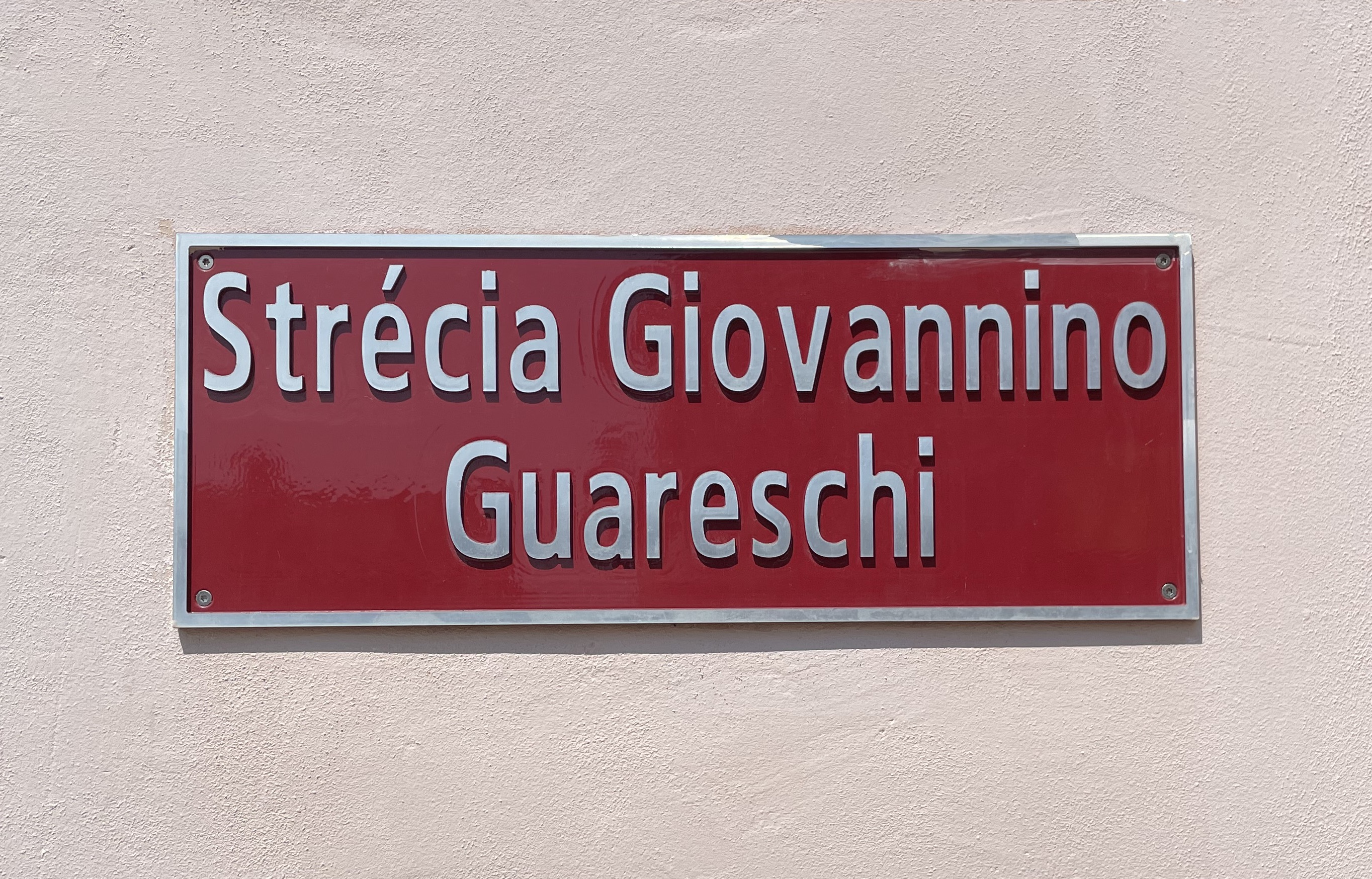
Dem Schriftsteller Giovannino Guareschi ist in Cademario eine Gasse gewidmet.